# Cissus parviflora
Cissus parviflora là một loài thực vật hai lá mầm trong họ Nho. Loài này được Roem. & Schult. miêu tả khoa học đầu tiên năm 1827.